# Кашя Кулеша
Кася Кулеша (англ. Kasia Kulesza; нар. 29 серпня 1976, Варшава, Польща) — канадська синхронна плавчиня польського походження.
Призерка Олімпійських Ігор 1996 року.
Переможниця Ігор Співдружності 1998 року.
Призерка Панамериканських ігор 1995 року.